# Telepinu
Telepinu, též Telipinu, je chattijsko-chetitský bůh zodpovědný za péči o pole a jejich zavlažování, spojovaný s deštěm, bouří a obecně počasím. Je synem hromovládce, chattijsky nazývaného Tešub, chetitsky Tarhunna, a samotného jeho jméno je také chattijské. V dochovaných pramenech se vyskytuje především jako hlavní postava mýtu o „zmizelém bohu“, který pravděpodobně náležel k rituálu jehož účelem bylo utišiti hněv bohů, především boha bouře.

## Mýtus
V mýtu o „bohu který zmizel“ se vypráví o tom jak se jednoho dne Telepinu rozhněval, obul si své boty a zmizel. To způsobilo „dušení“ či „potlačení“: zvířata nevyváděli mladé, pole úrodu, půda vyschla a bohové i lidé trpěli. Bůh bouře došel k závěru že na vině je zmizení jeho syna a Bůh slunce proto vyslal orla aby jej našel. Nakonec se Bůh bouře vydal pro radu za Channa-Channou, pramatkou bohů, která navrhla že by se měl svého syna sám vydat hledat. Když však bůh opouštěl město nemohl svým kladivem otevřít jeho brány a tak bohyně vyslala včelu. Ta Telepinua našla ve městě Lichzina, centru kultu Boha bouře, a bodla jej. Rozhněvaný bůh začal rozsévat zkázu a tak se ostatní bohové obrátili na Kamrušepu, bohyni kouzelnici, o pomoc. Ta pomocí svých zaklínadel Telepinua uklidnila a svět byl zachráněn.
Tato varianta mýtu o zmizelém bohu však není jediná a existuje mnoho odlišných verzí. Rozdíly mohou být v podrobnostech, ale mnoho z nich navíc vypráví o jiném božstvu než je Telepinu, především o Bohu bouře, tedy pravděpodobně o Tešubovi-Tarhunnovi. V té namístě Boha bouře který řeší zmizení svého syna vystupuje jeho otec Boha bouře. Dále pak existují verze kde mizí Bůh slunce, bohyně Inara nebo záhadná božstva Anzii a Zukki.
Chetitolog Hans Gustav Güterbock vysvětloval nestabilitu podání tím že mýtus byl vyprávěn a zaznamenáván v souvislosti s prováděním rituálu, který měl určité božstvo usmířit s určitou osobou a přimět ho k zajištění blahobytu daného člověka. V té souvislosti připomíná jednu variantu mýtu která začíná tím uvedením toho že se bůh rozhněval na královnu Ašmunikal. Odmítá navíc spojovat tento příběh s mýty o „umírajících bozích“, protože se nijak netýká běhu ročních období a božstvo v něm neumírá, ale spíše se skrývá.